# El género en disputa
El género en disputa: feminismo y la subversión de la identidad (en su inglés original: Gender Trouble: Feminism and the Subversion of Identity) es un libro publicado en 1990 por la filósofa Judith Butler. Se considera como uno de los textos fundacionales de la teoría queer y del feminismo postmoderno y postestructuralista.
Encuadrado dentro de los debates de la tercera ola del feminismo, lleva a cabo un acercamiento interdisciplinario (que toma en cuenta la teoría feminista, la filosofía postestructuralista, el psicoanálisis y la teoría literaria) a la polémica desatada en torno al género a finales del siglo XX, iniciando toda una serie de estudios que sientan las primeras bases para el desarrollo de la teoría performativa del género. 
Butler, en su libro y en su obra en general, señala la diferenciación entre "sexo" (macho/hembra) y "género" (hombre/mujer), proponiendo la idea de que "sexo es a naturaleza lo que género es a cultura", plantea que tanto uno como el otro son constructos socioculturales dados en el discurso y en los actos performativos del mismo.

## Estructura del libro

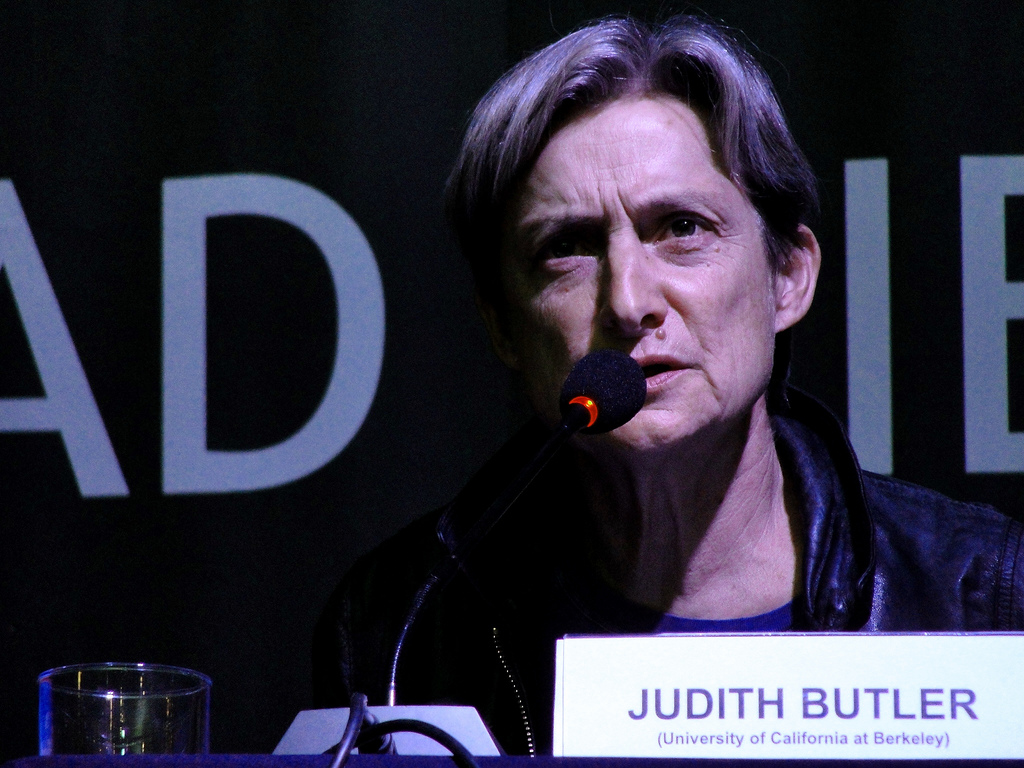
Judith Butler, autora de El Género en disputa: Feminismo y la subversión de la identidad

El libro se divide en dos prefacios y cuatro capítulos. En el caso de los prefacios uno fue escrito en el año de publicación de El género en disputa como justificación del mismo (1990) y el segundo en 1999 como respuesta a las críticas de la propuesta butleriana.
Butler dedica los primeros tres capítulos a cuestionar las presuposiciones en torno a los conceptos de sexo, género, deseo y práctica sexual como elementos configuradores de la identidad. Asimismo aborda las distintas visiones teóricas que han tratado de explicar el fenómeno de la opresión sexual impuesta a los grupos minoritarios y los efectos de la misma dentro de la cultura. 

### Capítulo I: “Sujetos de sexo/género/deseo”
Butler problematiza la categoría de “mujeres” como el sujeto de la teoría y los debates feministas, ya que dice de esta que responde a las mismas estructuras de poder instauradas por el patriarcado contra el que las feministas luchan. Asimismo, plantea el hecho de que tanto el género como el sexo son construcciones que se dan en un espacio, tiempo y entorno social concretos. Es en este capítulo en donde plantea también su hipótesis: “este texto continúa esforzándose por reflexionar sobre si es posible alterar y desplazar las nociones de género naturalizadas y reificadas que sustentan la hegemonía masculina y el poder heterosexista (…)”.

### Capítulo 2. “Prohibición, psicoanálisis y la producción de la matriz heterosexual”
Judith Butler parte de la idea del patriarcado en la que se cimientan varias teorías feministas que buscan el origen histórico y antropológico de la opresión de la mujer. Butler critica esta visión por significar una autojustificación apriorística de la opresión y porque esta implica la defensa de un ideal de construcción del futuro que no existe. Las teorías previas presuponen que sexo y género son aspectos distintos, Butler hace una revisión de la postura estructuralista de Claude Lévi-Strauss sobre la idea de que el género se construye con base en la preexistencia de una ley universal y vincula la mirada estructuralista sobre el tabú del incesto con la teoría psicoanalítica, ya que, para el psicoanálisis lacaniano, la prohibición (confirmada con cada ingreso infantil a la cultura) reprime los deseos primordiales de incesto y origina la configuración del género.

### Capítulo 3. “Actos corporales subversivos”
En él Butler revisa diferentes propuestas en torno al modo en que se pueden llevar a cabo actos de subversión del sistema de poder impuesto por la ley heteronormativa. A partir de la discusión con Julia Kristeva, Jacques Lacan, Foucault y Monique Wittig, y sus diversas maneras de entender y proponer la subversión, Butler plantea una propuesta para mostrar que las normas de género no son “causas” sino “efectos” de una serie de actos performativos que, a partir de la reiteración estilizada de los mismos, se constituyen como “naturales” dentro del discurso de poder. Ella afirma que mediante la visibilización de estas normas de género a través de actos performativos se logra subvertir el discurso hegemónico dominante.

### Capítulo 4. “Conclusión: de la parodia a la política”
Ante la necesidad política del feminismo de constituir una categoría de sujeto “mujeres” para llevar a cabo la acción subversiva concreta, Butler propone que no es necesario partir de conceptos binarios como sujeto/objeto, ya que estos son también constructos discursivos. Afirma que la noción de sujeto se genera a partir de la reiteración, a través de dotar de significación al sujeto, siendo esta no un “acto fundador, sino más bien un procedimiento regulado de repetición.” Es precisamente de aquí de donde Butler obtiene su propuesta: si la significación se da en la repetición, ella afirma que es posible, a partir de deconstruir estas normas de género, subvertirlo y desnaturalizarlo de modo que se visibilice su carácter de constructo. Es ahí donde coloca la función de la parodia del género como una puesta en evidencia de la no naturalidad del género, lo que, a su parecer, conduce a nuevas maneras de llevar a cabo la acción política concreta: “La reiteración paródica del género también presenta la ilusión de la identidad de género como una profundidad inmanejable y una sustancia interior. Como consecuencia de una performatividad sutil y políticamente impuesta, el género es un “acto”, por así decirlo, que está abierto a divisiones, a la parodia y crítica de uno mismo o una misma y a las exhibiciones hiperbólicas de “lo natural” que, en su misma exageración, muestran su situación fundamentalmente fantasmática.” Por último propone una nueva manera de entender el género y su relación, tanto con el sexo como con el sujeto, en la que la división binaria entre uno y otros dé paso a una comprensión de las mismas que sea inclusiva y no unívoca, que no forme parte de la configuración normativa hegemónica heterosexual.

## Sexo ygénerocomo constructos
Butler dedica gran parte del libro a problematizar algunos de los términos que en el feminismo anterior se daban como incuestionables. Así, busca desmentir, primero que todo, la idea esencialista de “lo femenino” como algo inherente a la mujer ya que dice que en esta concepción aún binaria del género lo que se posibilita es que aparezcan prácticas excluyentes en el feminismo mismo. 
“Toda teoría feminista que limite el significado del género en las presuposiciones de su propia práctica dicta normas de género excluyentes en el seno del feminismo, que con frecuencia tienen consecuencias homofóbicas.” A diferencia del feminismo, que venía sosteniendo que el sexo es natural, biológico - y que las mujeres son oprimidas por su sexo - y el género una construcción social - estereotipos de masculinidad y femineidad - para Butler, tanto uno como el otro forman parte de construcciones discursivas y performativas que los caracterizan y significan en el mundo. Ella sostiene que el sexo y el género son constructos sociales. 
Butler afirma constantemente a lo largo de su obra que, si bien normalmente se ha entendido que el género es una construcción cultural mientras que el sexo es lo biológico dado “de forma natural”, lo cierto es que tanto uno como el otro forman parte de construcciones discursivas y performativas que los caracterizan y significan en el mundo. 
Simone de Beauvoir postula en El segundo sexo  que  "«no se nace mujer, se llega a serlo »”. Para Beauvoir, ser mujer no es un carácter natural, es el resultado de una historia,  ya que ningún destino biológico o psicológico define a la mujer como mujer, es la historia de la civilización la que crea el estatus femenino. El eterno femenino, la femineidad no es una esencia natural. Las diferencias biológicas juegan un papel importante, especialmente en quedar embarazada y tener hijos, algo que los hombres no pueden, pero no es esa diferencia biológica la que funda la diferencia de estatus y de jerarquía entre varones y mujeres, la biología no define "la femineidad" como concepto (emotividad, dependencia, cuidados, suavidad, paciencia, sacrificio) explicando que de una hembra biológica se construye la condición "femenina" y se logra hacer una mujer al educarla en la femineidad, sin que exista vínculo natural entre mujer (hembra) y femineidad (género).
Butler invierte este concepto al extremo de afirmar que todo lo que rodea al género y al sexo se hace en un espacio, tiempo y colectividad determinados, con lo cual la biología no tiene mayor incidencia. De ahí que la teoría queer sostenga que el sexo biológico es un mero accidente y cualquiera puede, e incluso debe, cambiarlo y acomodarlo a su identidad sexual. 
Butler pone en cuestión la relación aparentemente natural que la ley heteronormativa ha impuesto de sexo, género, deseo, práctica. Afirma entonces que la suposición de que un determinado sexo conlleva un determinado género que a su vez está determinado por un deseo, el cual implica una práctica sexual específica es todo un constructo discursivo. 
Es decir, es aceptado como normal el hecho de que si se nace con genitales femeninos, uno es de género femenino, es decir, mujer, lo cual implica que su objeto de deseo es un individuo masculino. Y no sólo eso sino que es a partir de ese deseo que ese individuo femenino inicial va a llevar a cabo una determinada práctica sexual, obviamente heterosexual. Es precisamente esta lógica causal la que rebate Butler, afirmando que ninguno de los elementos antes expuestos está obligado a corresponderse de esa manera con los otros, sino que es la construcción causal que hace la ley heteronormativa la que los postula como elementos ligados.

## Posibilidad de subversión ante la ley heteronormativa
Ante la pregunta de si existe alguna manera de subvertir o evidenciar el modo en que tanto el género como el sexo son construidos por la ley de heteronormatividad, lo que hace Butler es establecer un diálogo con algunas de las posturas anteriores que se han dedicado a buscar maneras de subvertir este discurso hegemónico. De este modo presenta la teoría semiótica de Kristeva, en la que esta, partiendo de Lacan, establece que la relación primaria del bebé con el cuerpo materno es una fuente permanente de subversión dentro del campo de lo Simbólico. Así, afirma que lo semiótico, que se encuentra inscrito en esta relación, manifiesta la multiplicidad original de la libido, por lo que es una constante presencia de todo aquello que no es inteligible dentro de lo normativizado. Si bien Butler reconoce el intento de propuesta subversiva por parte de Kristeva, le rebate el hecho de que está definiendo a la subversión a partir de la condición de que se mantenga el carácter estable y la reproducción de la Ley paterna.

## Acto performativo

### Origen del concepto
La teoría del enunciado performativo propuesta por el filósofo del lenguaje John Langshaw Austin en Cómo hacer cosas con palabras postula que todo acto de habla se da en la medida en que la enunciación constituye, por sí misma, cierto acción. Lo anterior quiere decir que el acto de habla es un fenómeno a la vez lingüístico y performático.
Austin distingue tres tipos de actos al interior de un mismo acto de habla: el acto locutivo (el acto mismo de decir), el acto ilocutivo (la intención con que se dice) y el acto perlocutivo (el efecto que la locución genera en el receptor). Todo acto de habla implica un acto locutivo y un acto ilocutivo, no puede darse uno sin el otro (es decir, no hay actos de habla sólo locutivos o sólo ilocutivos); en determinadas situaciones lingüísticas, como en la persuasión, está en juego además un acto perlocutivo. De esta manera, supera el binomio planteado al comienzo de sus conferencias entre enunciados constatativos y realizativos. Los primeros se corresponden a emisiones que sólo pueden valorarse en términos de verdad y falsedad (es decir, los enunciados de los cuales se ocupa la Lógica); mientras que los segundos son emisiones que al momento en que son emitidas realizan una determinada acción por sí mismas. Por ejemplo, al momento en que un sacerdote dice “Los declaro marido y mujer” no sólo enuncia el hecho sino que lo lleva a cabo, es decir, antes de decirlo los individuos no estaban casados, y es después de dicho que el acto ocurre. El concepto de acto de habla de Austin sustituye la distinción entre enunciados constatativos y realizativos en la medida en que, finalmente, todo enunciado es tanto un decir como un hacer (incluso la afirmación, es decir el enunciado constatativo, implica un determinado hacer: comprometerse ante el interlocutor con la verdad de lo dicho).

### El acto performativo en Butler
Su fin es la desnaturalización de conceptos como el sexo, el género y el deseo. Butler relaciona la capacidad performativa del lenguaje con la configuración del género. Esta se da primero en torno a la metalepsis, es decir, la forma en que el sujeto se anticipa ante una esencia (socialmente construida) del género. Lo que normalmente tomamos como esencia del género lo anticipamos a través de actos corporales.
Butler explica que la repetición constante de actos performativos consolida lo que la ley heteronormativa construye como género. Entonces, el género es performativo porque se sostiene en un conjunto de actos naturalizados. No obstante, el acto performativo significa para Butler el canal de subversión de la heteronormatividad porque antes de naturalizarse o de adscribirse a la ley heteronormativa por medio de la repetición, el acto abre la posibilidad a nuevas significaciones. Lo que Butler propone para subvertir la visión binaria del género es la realización de prácticas paródicas, iterativas, que amplían las posibilidades del género. Butler observa que: "Encontrar el mecanismo mediante el cual el sexo se convierte en género supone precisar no sólo el carácter construido del género, su calidad innatural e innecesaria, sino la universalidad cultural de la opresión en términos no biológicos."

## Butler y lo queer
En el libro Cuerpos que importan. El límite discursivo del género, Judith Butler dedica un capítulo a problematizar el uso del término queer. Primero hace hincapié en el origen del mismo, ya que queer surgió en el seno de una colectivo homofóbico que buscaba denominar, despectivamente, las prácticas sexuales que consideraban “desviadas” e incluso patológicas: "El término queer operó como una práctica lingüística cuyo propósito fue avergonzar al sujeto que nombra o, antes bien, producir un sujeto a través de esa interpelación humillante. La palabra “queer” adquiere su fuerza precisamente de la invocación repetida que terminó vinculándola con la acusación, la patologización y el insulto."
Lo que llama la atención de la teórica es la resignificación que sufrió el término hasta ser semánticamente positivo. El proceso anterior es un ejemplo claro de la capacidad subversiva del acto performativo, ya que las comunidades que no realizan prácticas sexuales normativas, a través de la apropiación de una palabra que tenía como fin la intimidación, generan un concepto de identificación cultural y un posicionamiento político.